# وزارة الدفاع (إثيوبيا)
وزارة الدفاع (بالأمهرية: የመከላከያ ሚኒስቴር)‏ هو مكتب على مستوى مجلس الوزراء مسؤول عن المسائل المتعلقة بالدفاع في إثيوبيا . وهي تشرف على قوة الدفاع الوطني الإثيوبية وصناعة الدفاع الإثيوبية . الوزير الحالي هو ابراهام بيلاي . 

## الهيكل التنظيمي[2]

### الصناعة العسكرية
- مصنع إنتاج مواد البناء الدفاعية
- مؤسسة تصميم البناء الدفاعي
- مؤسسة البناء الدفاعية

- ديجين لصناعة هندسة الطيران
- مجمع هوميتشو لهندسة الذخيرة
- مجمع جافات لهندسة التسليح

### كلية هندسة الدفاع الوطني
تأسست كلية الهندسة الدفاعية في عام 1997 من قبل وزارة الدفاع الإثيوبية لتقديم خدمات تعليمية احترافية للغاية. 

### الوكالات
- مطبعة برانا

## أنظر أيضا
- ديفيك